# Kościół Najświętszego Serca Pana Jezusa w Bielsku-Białej
Kościół Najświętszego Serca Pana Jezusa – kościół katolicki w Bielsku-Białej, znajdujący się na Dolnym Przedmieściu, przy ul. Traugutta. Jest kościołem parafialnym (parafia Najświętszego Serca Pana Jezusa) i należy do diecezji bielsko-żywieckiej (dekanat Bielsko-Biała I – Centrum). Został zbudowany w stylu późnomodernistycznym w latach 1981–1986 na miejscu wcześniejszej świątyni pod tym samym wezwaniem.
Pierwszy kościół w tym miejscu (gdzie w okresie międzywojennym znajdowało się wysypisko śmieci), będący filią kościoła św. Mikołaja (dzisiejsza katedra), został poświęcony w roku 1958. W 1977 r. erygowano odrębną parafię Najświętszego Serca Pana Jezusa i niewielka świątynia stała się kościołem parafialnym. Budowę obecnego kościoła rozpoczęto 27 stycznia 1981 r., pracami kierował ks. Emil Mroczek. 15 kwietnia 1984 r. biskup katowicki, Herbert Bednorz, dokonał poświęcenia kaplicy Miłosierdzia. Ponad dwa lata później, 26 października 1986 r., miała miejsce konsekracja nowego kościoła.
Architektura kościoła zaprojektowanego przez Michała Kuczmińskiego reprezentuje późny modernizm. Wznosi się on na 82 betonowych filarach, osadzonych w studniach o głębokości 12 m każda. Wnętrze podzielone jest na trzy części:
- kościół właściwy, w którym odbywają się msze w niedziele i święta (w części północnej)
- kaplicę dla małych dzieci (w części środkowej)
- kaplicę Miłosierdzia, w którym odbywają się nabożeństwa w dni powszednie (w części południowej)

Najcenniejszymi elementami wnętrza są stacje drogi krzyżowej i metaloplastyka ołtarzowa z postacią Chrystusa autorstwa Bronisława Chromego.
W przyziemiu znajduje się  sala audiowizualna, w której znalazły się podstawowe fragmenty wyposażenia z dawnego kościoła (m.in. ołtarz, ambona i witraż zdobiący dawne tabernakulum). Istnieje również część administracyjna, w której w latach 1992–1999 znajdowała się siedziba kurii biskupiej Diecezji Bielsko-Żywieckiej. W sąsiedztwie wejścia do kaplicy Miłosierdzia, od strony południowej, znajduje się budynek księgarni św. Jacka.